# کلید شیفت

نماد کلید تبدیل

کلید تبدیل در یک صفحه‌کلید ویندوزی (بالاتر از کلید مهار و پایین‌تر از کلید قفل تبدیل)

کلید شیفت یا کلید تبدیل (به انگلیسی: Shift key) یکی‌از کلیدهای اصلاحگر است که با علائم مختلفی از قبیل واژه Shift یا نشانه پیکان توخالی رو به بالا در صفحه کلید مشخص شود، و معمولاً به تعداد یک یا دوتا در صفحه‌کلیدهای فیزیکی در سطر B موجود است و برای انتخاب سطح ۲ (Letter case) نویسه‌های صفحه‌کلید به کار می‌رود. کلید تبدیل در نرم‌افزارهای ویرایشگر گرافیکی، اغلب کاربرد ترسم اشکال با ابعاد یکسان را دارد.

## در ویندوز
استفاده از دکمه تبدیل در سیستم عامل مایکروسافت ویندوز.
| عمل                                                       | نتیجه | نسخهٔ ویندوز |
| --------------------------------------------------------- | --- | ----------- |
| فشردن کلید کنترل+⇧ Shift+دکمه Esc                         | باز کردن مدیریت وظایف (ویندوز). | ۳٫۱+        |
| نگه داشتن ⇧ Shift + click ریستارت                         | خامو شو روشن کردن ویندوز بدون خاموش و روشن کردن کلی سیستم | ۹۵, ۹۸, ME  |
| نگه داشتن ⇧ Shift + قراردادن لوح فشرده در دستگاه سی‌دی رام | فشردن دکمه تبدیل در زمان گذاشتن لوح فشرده در مایکروسافت ویندوز رایانه عمل autorun را انجام نمی‌دهد. این قابلیت در MediaMax CD-3 سی دی copy protection وجود داشت.                                                               | ۹۵+         |
| نگه داشتن ⇧ Shift + click بستن دکمه                       | در جستجوگر فایل بستن آن پوشه و همه پوشه‌های مرتبط | ۹۵+         |
| فشردن ⇧ Shift+Delete                                      | در جستجوگر فایل، حذف فایل انتخاب شده بدون انتقال به سطل آشغال ویندوز و بازگردانی فایل‌های حذف شده توسط این روش فقط به وسیلهٔ نرم‌افزارهای بازیابی مقدور است و ویندوز توانایی بازیابی را ندارد.                                   | ۹۵+         |
| فشردن ⇧ Shift+کلید جهش                                    | تمرکز بر روی شیٔ قبلی اینترنت اکسپلورر. | ۳٫۱+        |
| فشردن ⇧ Shift ۵ مرتبه                                     | خاموش یا روشن کردن StickyKeys. | ۹۵+         |
| نگه‌داشتن ⇧ Shift سمت راست برای ۸ ثانیه                    | خاموش یا روشن کردن FilterKeys. | ۹۵+         |
| فشردن هردو دکمهٔ ⇧ Shift                                   | غیرفعال کردن StickyKeys در صورتی که فعال باشد. | ۹۵+         |
| فشردن کلید آلت چپ + ⇧ Shift چپ + Num lock                 | خاموش یا روشن کردن MouseKeys. | ۹۵+         |
| فشردن کلید آلت چپ + ⇧ Shift چپ + Print Screen             | خاموش یا روشن کردن کنتراست. | ۹۵+         |
| فشردن Win+⇧ Shift+Tab ↹                                   | پر رنگ کردن آخرین عمل در تسک بار برای انتخاب عمل جدید به وسیلهٔ دکمه‌های جهت‌نما Win+Tab ↹ (جلو), Win+⇧ Shift+Tab ↹ (عقب), یا حروف الفیا (باز کردن تسک که با آن حرف شروع شده‌باشد). فشردن Space Bar یا ↵ Enter برای باز کردن تسک. | ۹۵+         |
| فشردن کلید آلت+⇧ Shift+Tab ↹                              | تا زمانی که دکمهٔ Alt پایین نگه‌داشته شود فعالیت‌های تسک بار را نشان می‌دهد. انتخاب آخرین تسک در تسک بار. چرخش میان تسک‌ها به وسیله ⇧ Shift+Tab ↹. رها کردن Alt برای باز کردن تسک انتخابی.                                         | ۳٫۱+        |
| فشردن کلید کنترل+⇧ Shift+کلید جهش                         | انتخاب پنجره قبلی در همه برنامه‌های ویندوز که از زبانه استفاده می‌کنند. | ۳٫۱+        |